# Sociedade matrilinear da Meghalaya

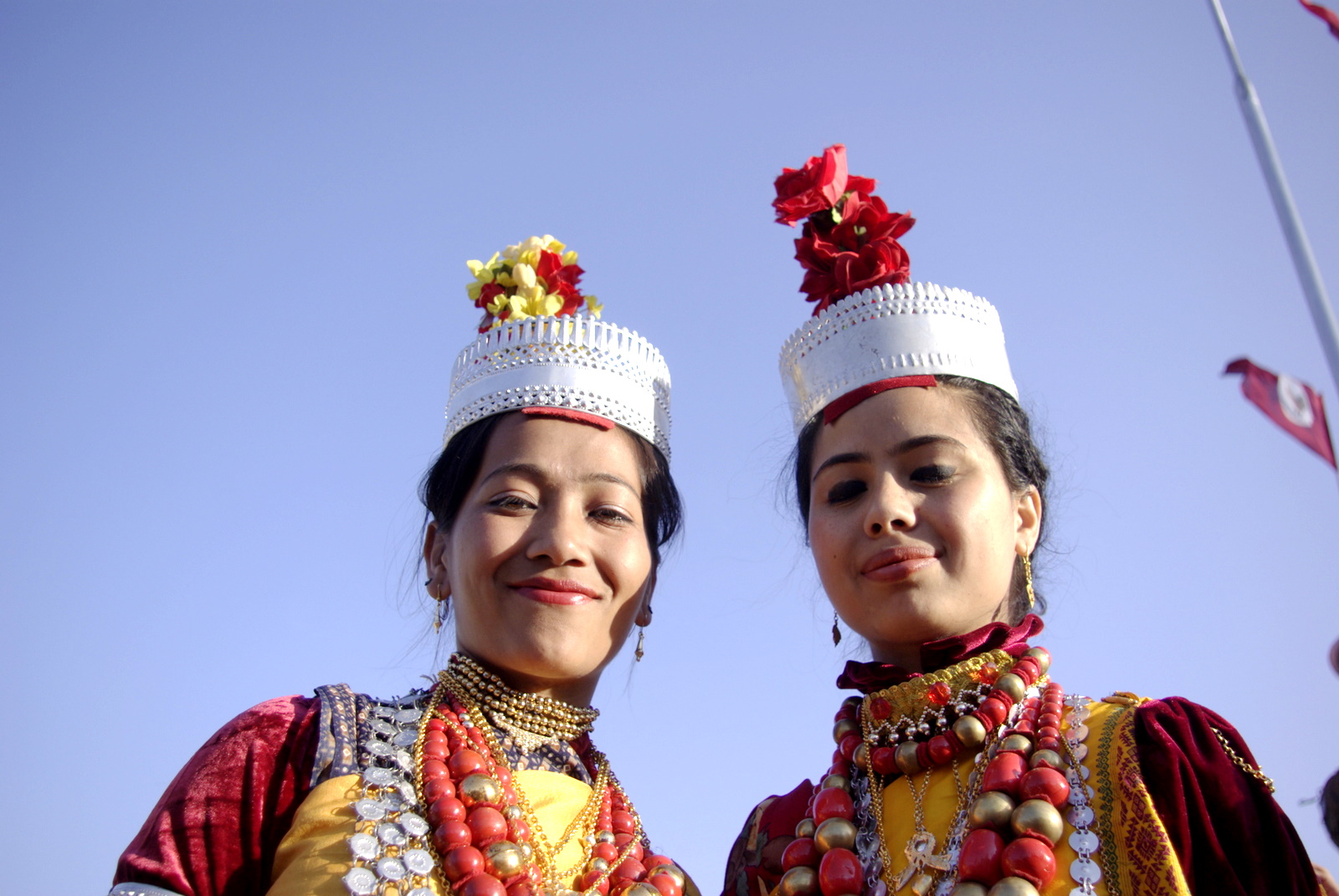
Mulheres khasis

Várias tribos no estado indiano da Meghalaya praticam a matrilinearidade. Em geral, denominam-se estas tribos de khasis, um termo genérico para diversos subgrupos na Meghalaya com línguas, rituais, cerimônias e hábitos diferentes, mas que compartilham a identidade étnica Ki Hynniew Trep (As Sete Cabanas). Os khasis, os garos e outros subgrupos tem um legado ilustre, que inclui a matrilinearidade, embora tenha sido divulgado em 2004 que estavam perdendo alguns dos seus traços matrilineares. Diz-se que as tribos estão pertencem a uma das "maiores culturas matrilineares sobreviventes" no mundo.

"Este sistema irá sobreviver porque o povo o protege diligentemente. Ele tem o apoio de vários segmentos, incluindo o dos sistemas religiosos indígenas. [...] As ONGs na Meghalaya também apoiam este sistema." – C Joshua Thomas, diretor regional, Conselho Indiano de Pesquisa em Ciências Sociais

## Antecedentes
Os khasis, entre várias tribos no estado da Meghalaya no nordeste da Índia, praticam a matrilinearidade. "Khasi" é um termo genérico usado para se referir a diversos subgrupos na Meghalaya que tem línguas, rituais, cerimônias e hábitos distintos, mas partilham uma só identidade étnica como os Ki Hynniew Trep (As Sete Cabanas).
Os khasis são uma tribo anciã da qual é dito ser "a maior cultura matrilinear sobrevivente" no mundo. Juntamente com os garos, eles vivem na Meghalaya e em áreas limítrofes dos estados de Assam e Bangladesh. Acredita-se que os khasis sejam imigrantes com elos ancestrais ao povo Mon-Khmer da Ásia oriental. A tradição matrilinear pratica pelos khasis e outros subgrupos na Meghalaya é única na Índia. Os princípios matrilineares entre os khasis são enfatizados em mitos, lendas e narrativas de origem. Reis khasis que embarcavam para guerras deixavam as responsabilidades de cuidar da família a mulheres e, assim, o papel destas na sociedade se tornou e bastante profundo respeitado. Referências ao Nari Rajya (reino feminino; ou terra do matriarcado) no épico Mahabharata provavelmente estão relacionadas às colinas Khasi e Jaintia e à cultura matrilinear da Meghalaya contemporânea. O ilustre legado dos khasis, dos garos e de outros subgrupos é a matrilinearidade; contudo, em 2004, foi divulgado que estes traços matrilineares estavam em declínio.

## Direitos, papéis e responsabilidades
Mulheres têm um papel dominante na sociedade matrilinear da Meghalaya. A filha mais jovem da família, chamada Ka Khadduh, herda toda a propriedade ancestral. Depois do casamento, o marido vive na casa da sogra. O nome da mãe é assumido pelos filhos. Quando um casal não tem filhas, eles adotam uma e passam a ela seus direitos de propriedade. O nascimento de uma garota é celebrado enquanto o de um garoto é apenas aceito. Não há estigma social atribuído a uma mulher que se casa novamente ou dá à luz fora do casamento em razão da lei de costume social khasi de linhagem (Khasi Social Custom of Lineage Act, em inglês) fornecer segurança a elas. Sabe-se que mulheres casam-se com membros de outras tribos que não as suas. Mulheres que gozam de todos os direitos vivem uma vida independente, vestem-se bem, vão à igreja e muitas preferem não se casar. Elas possuem segurança total, diferente do restante o país. Uma mulher de carreira bem sucedida da sociedade khasi sente que "sua anomalia societal" a permitiu ser bem sucedida de todas as formas. A maioria dos pequenos negócios são gerenciados por mulheres.
Em 1994, Bina Agarwal comparou traços característicos entre os garos e os khasis. Ela relatou que os garos praticavam herança matrilinear, residência pós-marital matrilocal, preferência por casamentos entre primos, aceitação do sexo praticado por mulheres antes do casamento, enquanto o adultério praticado por mulheres é punido; os khasis praticavam herança matrilinear, residência pós-marital matrilocal e duolocal (na qual o marido mora numa casa separada enquanto a esposa fica na casa dos pais), aversão a casamento entre primos e, novamente, aceitação do sexo praticado por mulheres antes do casamento, mas o adultério praticado por mulheres é punido.
O cuidado dos filhos é de responsabilidade de mães ou de sogras. A filha mais jovem neste sociedade que herda toda a propriedade ancestral desempenha o papel central de cuidar do bem-estar de seus pais na velhice, assim como do bem-estar e da educação de seus irmãos.
Alguns homens khasis consideram que lhes é concedido um status secundário. Eles estabeleceram sociedades como a Syngkhong Rympei Thymmai (SRT) (3 000 membros) e a Sam Kam Rin Ku Mai (Associação de Reestruturaçao Societária) para proteger os direitos igualitários para homens. Eles dizem que "os homens khasis não tem segurança alguma, não possuem terras, não gerenciam os negócios da família e, ao mesmo tempo, não servem para quase nada." Contudo, a jornalista e ativista Patricia Mukhim, que edita o jornal indiano Shillong Times diz: "Tendo a pensar que os homens khasis sentem-se diminuídos em sua masculinidade comparados a estrangeiros [...] é uma pena, porque é isto que nos distingue dos outros".
Embora a sociedade seja matrilinear, ela não é matriarcal. Em monarquias passados do estado, o filho da irmã mais jovem do rei herdava o trono. Mesmo agora na Assembleia Legislativa da Meghalaya ou em conselhos de aldeias ou em panchayats, a representação feminina na política é mínima. Em 2013, numa Assembleia Legislativa da Meghalaya de 60 membros, havia apenas quatro mulheres. No Dorbar Shnong, principal braço político das tribos e dominado por homens, não é permitido que mulheres exerçam cargos. Contudo, mulheres sentem que cuidam melhor do que homens de questões financeiras e também gozam de liberdade econômica.